# أيه بي سي نيوز أستراليا
أيه بي سي نيوز (بالإنجليزية: ABC News، بالتركية: ABC News (Avustralya)، بالفرنسية: ABC News (Australie)): هي خدمة إخبارية عامة تنتجها هيئة البث الأسترالية. تغطي الخدمة الأمور المحلية والعالمية، وتبث على المستوى الوطني تحت اسم أيه بي سي نيوز، وفي جميع أنحاء منطقة آسيا والمحيط الهادئ تحت عنوان أيه بي سي أستراليا.